# Asiotmethis bifurcatus
Asiotmethis bifurcatus är en insektsart som beskrevs av Liu och D. Bi 1994. Asiotmethis bifurcatus ingår i släktet Asiotmethis och familjen Pamphagidae. Inga underarter finns listade i Catalogue of Life.